# تونل رسالت
تونل رسالت تونلی ۹۵۰ متری است که به محور ارتباطی متصل کننده شرق و غرب تهران در محدوده شمالی و شمال مرکزی تهران واقع شده و قسمتی از مسیر بزرگراه شرقی-غربی بزرگراه رسالت نیز محسوب می‌شود.
تونل رسالت که از ابعاد جغرافیایی تقریبا در میانه بزرگراه رسالت و در حد فاصل بلوار نلسون ماندلا و بزرگراه کردستان و در مرز شمالی محدوده طرح کنترل ترافیک قرار دارد، حجم تردد سنگین وسایل نقلیه در محورهای موازی با آن شامل بزرگراه همت، خیابان‌های بهشتی و مطهری را بر دوش دارد. این تونل شامل دوقسمت است. قسمت اول دارای دو تونل که طول آن تقریباً ۸۲۲ متر و از میدان آفریقا تا دره نظامی گنجوی است و قسمت دوم دارای دو تونل بهم چسبیده که طول آن تقریباً برابر ۱۶۰ متر بوده که از دره نظامی گنجوی تا بعد از خیابان اسدآبادی امتداد می‌یابد.

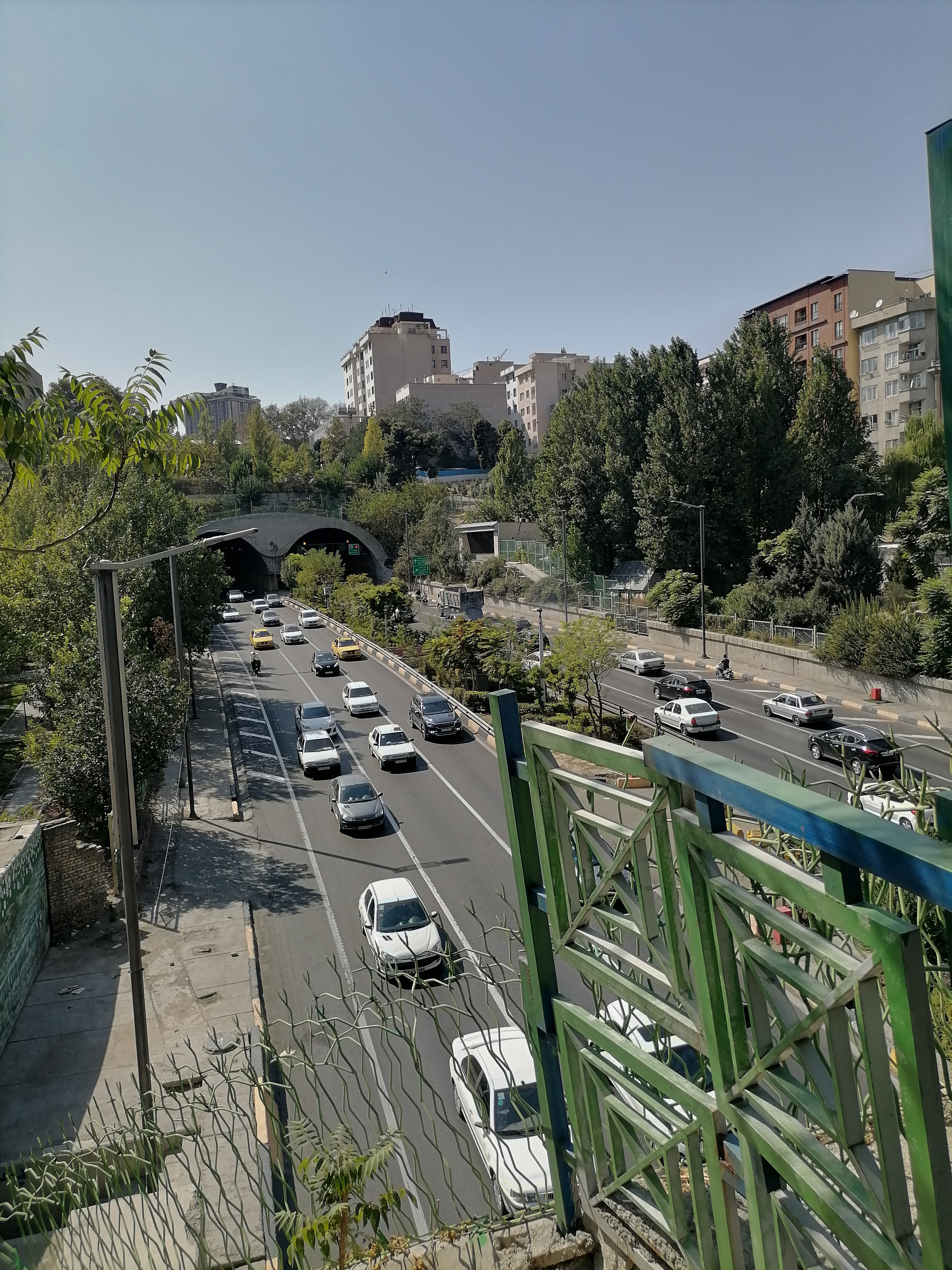
تونل رسالت (مابین دو قسمت تونل)

## تجهیزات تونل
در این تونل از سیستم‌های هوشمند استفاده شده‌است. سیستم نورپردازی و روشنایی در طول تونل با توجه به شرایط محیطی بیرونی و درونی تونل و متناسب با وضعیت دید راننده تنظیم می‌گردد. همچنین این سیستم در صورت افزایش غلظت آلاینده‌ها بر اثر افزایش بار ترافیکی در درون تونل از ورود خودروها به داخل آن جلوگیری می‌کند.